# Сторден (город, Миннесота)
Сторден (англ. Storden) — город в округе Коттонвуд, штат Миннесота, США. На площади 0,6 км² (0,6 км² — суша, водоёмов нет), согласно переписи 2002 года, проживают 274 человека. Плотность населения составляет 494 чел./км².
- Телефонный код города — 507
- Почтовый индекс — 56174
- FIPS-код города — 27-63022[1]
- GNIS-идентификатор — 0652733[2]